# Gerardo Martino
Gerardo Daniel „Tata“ Martino (* 20. November 1962 in Rosario) ist ein ehemaliger argentinischer Fußballspieler und aktueller -trainer.

## Laufbahn
Martino spielte bereits in der Jugend bei den Newell’s Old Boys aus seiner Geburtsstadt Rosario. Der defensive Mittelfeldspieler lief mehr als 500-mal für Newell’s auf und wurde mit ihnen dreimal argentinischer Meister. Während seiner aktiven Zeit spielte Martino neben den Newell’s Old Boys auch für den argentinischen Verein CA Lanús und den CD Teneriffa aus Spanien, bevor er seine Karriere bei O’Higgins im chilenischen Rancagua beendete.
Als Trainer hatte er bei verschiedenen Zweitligisten in Argentinien gearbeitet, bevor er in Paraguay mit dem Club Cerro Porteño im Jahr 2004 und mit Libertad 2002, 2003 und 2006 insgesamt vier Meisterschaften gewann. Im Jahr 2007 wurde Martino Nationaltrainer Paraguays und im selben Jahr zu Südamerikas Trainer des Jahres gewählt.
Als er 2011 mit seiner Mannschaft im Finale der Copa América stand, das mit 0:3 gegen Uruguay verloren wurde, trat er im Anschluss von seinem Amt zurück. Als Grund für diesen überraschenden Abgang gab er an, dass mit dieser Finalteilnahme seine Mission in Paraguay beendet sei. Da zur gleichen Zeit ebenfalls der Trainer der kolumbianischen Nationalmannschaft aus seinem Amt schied, wurde ihm dieser Posten angeboten, den er jedoch ablehnte und zu seiner Mannschaft Newell’s Old Boys zurückkehrte, die sich zu der Zeit in einer schwierigen Situation befand. Die Mannschaft führte er zum Gewinn der zweiten Saisonhälfte der argentinischen Liga 2012/13, im Endspiel um die argentinische Meisterschaft unterlagen die Old Boys jedoch dem Hinrundensieger CA Vélez Sársfield.
Im Juli 2013 wurde Martino als Nachfolger des krankheitsbedingt zurückgetretenen Tito Vilanova Trainer des FC Barcelona. Nachdem er das entscheidende Spiel um die spanische Meisterschaft am letzten Spieltag der Saison 2013/14 gegen den neuen Meister Atlético Madrid nicht gewinnen konnte (1:1), trat er von seinem Posten zurück.
Im August 2014 wurde er Nachfolger von Alejandro Sabella als Trainer der argentinischen Fußballnationalmannschaft. Martino führte die Albiceleste zweimal ins Finale der Copa América (2015 und 2016), die Argentinier verloren aber jeweils im Elfmeterschießen gegen Chile. Zudem führte er die Mannschaft auf Platz 1 der FIFA-Weltrangliste. Am 5. Juli 2016 trat er zurück.
Von September 2016 bis 2018 war Martino Trainer des neuen Teams Atlanta United in der Major League Soccer. Im Jahr 2019 wurde er Trainer der mexikanischen Fußballnationalmannschaft und gewann mit dieser sogleich den CONCACAF Gold Cup 2019.
Im Sommer 2023 wurde er Trainer des MLS-Klubs Inter Miami. Hier feierte er ein Wiedersehen mit Lionel Messi, den er bereits beim FC Barcelona und in der argentinischen Nationalmannschaft trainierte. Am Saisonende trat Gerardo Martino von seinem Amt zurück.

## Erfolge
Spieler
- Primera División (Argentinien): 1988, 1991, 1992 Clausura

Trainer
- Primera División (Paraguay): 2002, 2003, 2004, 2006
- Primera División (Argentinien): Torneo Final 2013
- Copa-América-Finalist: 2011 (mit Paraguay), 2015 und 2016 (mit Argentinien)
- Südamerikas Trainer des Jahres: 2007
- Supercopa de España: 2013
- MLS-Cup-Sieger: 2018 (mit Atlanta United)
- CONCACAF Gold Cup: 2019